# Црква Светог пророка Илије у Врелу
Црква Светог пророка Илије у Врелу, насељеном месту на територији општине Сокобања припада Епархији тимочкој Српске православне цркве.
Црква посвећена Светом пророку Илије, као најстарија црква на територији општине Сокобања, подигнута је у периоду од 1869. до 1872. године на иницијативу кнегиње Персиде Карађорђевић. Она је приликом посете извору Моравице дала прилог од 18 дуката за подизање цркве.